# Anton Quintana
Anton Quintana, pseudoniem van Antoon Adolf Kuyten (Amsterdam, 6 september 1937 – Hoorn, 15 oktober 2017) was een Nederlandse schrijver. 

## Levensloop
Hij was de tweelingbroer van André Kuyten (1937-1978). Hun vader verliet al vroeg het gezin; Quintana is de naam van hun Spaanse moeder, die overleed toen de tweeling tien jaar oud was. Ze kwamen toen in een Amsterdams weeshuis terecht. Vanaf zijn zeventiende begon Quintana door Europa te trekken. In Spanje werd hij als landloper opgepakt en in de gevangenis gezet, waar hij begon met het schrijven.
In de jaren '60 schreef hij voor het jeugdblad "Pep", vaak met illustraties van Hans G. Kresse.
Tussen 1969 en 1971 verschenen van hem vier thrillers met als hoofdpersoon de ex-gangster Rufus: Het kille ontwaken, De verre vriend, De overlevende en De rattenjacht. Het kille ontwaken werd in 1975 als Rufus verfilmd onder regie van Samuel Meyering met in de hoofdrol Rijk de Gooyer.
Anton Quintana schreef naast boeken en verhalen, die vaak een horror- of sciencefictionsfeer ademen, ook scenario's voor jeugdseries op de Nederlandse televisie (Duel in de diepte; De Kris Pusaka) en voor hoorspelen op de Nederlandse radio, zoals De overdracht van de Najade en Moordbrigade Stockholm. Hij heeft ook een aantal vertalingen gemaakt (onder meer van sciencefictionverhalen van Harlan Ellison) en bewerkingen van verhalen van Guy de Maupassant waarvan de TROS tussen 1976 en 1978 een tiental verfilmde met de titel Verhalen uit de wereld van Guy de Maupassant.
Quintana schreef ook verschillende jeugdboeken. De bavianenkoning won in 1983 een Gouden Griffel, en Het boek van Bod Pa won in 1996 een Gouden Uil en de Woutertje Pieterse Prijs.
Quintana overleed in oktober 2017 op 80-jarige leeftijd.

## Prijzen
- 1970 - ANV-Visser Neerlandia-prijs voor De vrouw onder het schavot
- 1973 - ANV-Visser Neerlandia-prijs voor Het zout der aarde
- 1983 - Gouden Griffel voor De bavianenkoning
- 1996 - Woutertje Pieterse Prijs voor Het boek van Bod Pa
- 1996 - Gouden Uil voor Het boek van Bod Pa